# Sepedonella nana
Sepedonella nana är en tvåvingeart som beskrevs av Verbeke 1950. Sepedonella nana ingår i släktet Sepedonella och familjen kärrflugor. Inga underarter finns listade i Catalogue of Life.